# عملية تصادفية

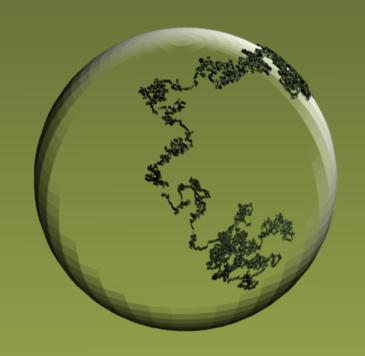
صورة تمثل محاكاة جهاز الحاسوب لتحقيق عملية فينر، وتعتبر على نطاق واسع العملية التصادفية الأكثر دراستها والمركزية في نظرية الاحتمالات.

العملية التصادفية أو العملية العشوائية،، أو الاحتمالية، في نظرية الاحتمالات والمجالات المرتبطة، هي موضوع رياضي يعرف عادةً بوصفه مجموعة من المتغيرات العشوائية. تاريخيًا، ترتبط المتغيرات العشوائية ويُشار إليها بواسطة أرقام محددة، تظهر عادةً بوصفها نقاطًا زمنية، ما يفسر العملية التصادفية المتمثلة بقيم عددية في بعض النظم الاحتمالية المتغيرة بمرور الزمن، مثل النمو البكتيري، وتقلب التيار الكهربي خلال التشويش الحراري، أو حركة جزيئات الغاز.
تُستخدم العمليات العشوائية بتوسع بوصفها نماذج رياضية للأنظمة والظواهر التي تظهر تفاوتًا في نمط العشوائية. وفي أنظمة عديدة تتضمن علوم الأحياء والكيمياء وعلوم البيئة والعلوم العصبية والفيزياء والتكنولوجيا، ومجالات الهندسة مثل المعالجة التصويرية، ومعالجة الإشارة ونظرية المعلومات وعلم الحاسوب وعلم التعمية والاتصالات. أيضًا تطبق العشوائية في الأسواق المالية التي تحفز الاستخدام الواسع للعملية العشوائية في التمويل.
أدت تطبيقات الظاهرة ودراستها إلى اقتراح عمليات عشوائية جديدة، مثل عملية فينر والحركة البراونية، التي استخدمها لوي باشوليي لدراسة تغيرات الأسعار في بورصة باريس، وعملية بواسون، التي استخدمها إي. كي. إيرلنغ لدراسة أرقام الاتصالات الهاتفية التي تحدث في فترة معينة. هاتان العمليتان هما الأهم في نظرية العملية التصادفية، وقد اكتُشفتا مرارًا، قبل وبعد باشيليه وإيرلنغ.
يُستخدم مُصطلح العمل العشوائي للإشارة إلى العملية التصادفية أو الاحتمالية، إذ تُفسر العملية التصادفية بأنها عنصر عشوائي في مجال الدالة. يُستخدم مصطلحا العملية التصادفية والاحتمالية بالتبادل، غالبًا في المجال الرياضي غير المحدد، للإشارة إلى المتغيرات العشوائية. يُستخدم هذان المصطلحان عندما يُشار إلى المتغيرات العشوائية بواسطة أعداد صحيحة أو فاصلة للخط الحقيقي. أما عندما يُشار إلى المتغيرات العشوائية بواسطة التصميم الديكارتي أو الفضاء الإقليدي متعدد الأبعاد، يُطلق حينها على مجموعة التغيرات العشوائية اسم المجال العشوائي. ليست قيم العملية التصادفية أرقامًا دائمًا، بل قد تكون قوى موجهة أو كائن رياضي آخر.
استنادًا إلى الخصائص الرياضية، تُصنف العملية التصادفية إلى فئات متعددة، تتضمن الاختيار التجريبي والمراهنات وعملية ماركوف وعملية ليفاي والعمليات الغاوسية والمجالات العشوائية وعملية التجديد. تستخدم دراسة العملية التصادفية علم الرياضيات وتقنيات من الاحتمالية وحساب التفاضل والتكامل والجبر الخطي ونظرية المجموعات وعلم البدائل. كما هو الحال في فروع التحليل الرياضي والتحليل الحقيقي والنظرية القياسية وتحليل فورييه والتحليل العملي. تُعَد نظرية العملية التصادفية مساهمةً مهمة في الرياضيات، وتمثل باستمرار موضوعًا فعالًا لبحث الأسباب النظرية والتطبيقات.

## تمهيد
تُعرَف العملية التصادفية أو الاحتمالية بوصفها مجموعة من المتغيرات بواسطة بعض المجموعات الرياضية، ما يعني ترابط ذلك التغير العشوائي للعملية العشوائية على نحو فريد مع عنصر في المجموعة. تُستخدم المجموعة للإشارة إلى التغيرات العشوائية التي تُسمى مجموعة المؤشر. تاريخيًا كان جزء من وضع المؤشر مجموعة جزئية للخط الحقيقي، مثل الأرقام الطبيعية، تعطي مجموعة المؤشر تفسيرًا للوقت. كل متغير عشوائي في المجموعة يأخذ قيمًا من نفس المجال الرياضي المعروف بحالة المجال. حالة المجال قد تكون الأعداد الصحيحة أو الخط الحقيقي أو الفضاء الإقليدي. الزيادة في مقدار تغير العملية التصادفية تكون بين قيمتي مؤشر، يُفسران غالبًا بوصفهما نقطتين في الزمن. العملية التصادفية قد يكون لها العديد من النتائج، وتُسمى الإشارة الناتجة من العملية التصادفية دالة العينة أو التحقيق.

### التصنيف
تُصنف العملية التصادفية بطرق مختلفة، مثلًا بواسطة حالة المجال، أو وضع المؤشر، أو الاعتماد بين التغيرات العشوائية. من الطرق الشائعة للتصنيف الطريقة الأساسية لوضع المؤشر وحالة المجال.
عند تفسيرها بوصفها زمنًا، قد يحدد وضع مؤشر العملية التصادفية عددًا محددًا من العناصر، مثل المجموعة المحدودة، مجموعة الأعداد الصحيحة أو الأعداد الطبيعية، حينها يمكن القول إن العملية التصادفية تكون في زمن منفصل. إذا احتوى وضع المؤشر بعض فواصل الخط الحقيقي، حينها يُقال إن الوقت مستمر. العملية التصادفية المتمثلة في نوعين يشيران إلى الزمن المنفصل والمستمر للعملية العشوائية. تعَد العملية العشوائية متصلة الزمن أسهل للدراسة، لأن الزمن المستمر يتطلب الكثير من التقنيات الرياضية الحديثة. إذا كان الوضع المؤشر هو الأعداد الصحيحة، أو بعض مجموعاتها، تُسمى العملية التصادفية التسلسل العشوائي.
إن كانت حالة المجال ذات أعداد صحيحة أو طبيعية، تُسمى عملية عشوائية منفصلة أو ذات قيمة صحيحة. إذا كانت حالة المجال هي الخط الحقيقي، تشير العملية التصادفية إلى العملية التصادفية للقيمة الحقيقية أو عملية ذات حالة مجال مستمرة. إذا كانت حالة المجال ذات قياسات هندسية، تُسمى العملية التصادفية عملية ذات قياسات القوة الموجهة أو عملية القوة الموجهة.

### أصل التسمية
في الأصل تُستخدم كلمة تصادفي أو عشوائي لوصف تعريف (مرتبط بالحدس)، وتتضمن معنى الكلمة الإغريقية (يهدف إلى علامة، تخمين)، وتضمن قاموس أوكسفورد الإنجليزي التعريف سنة 1662. سنة 1713، استخدم ياكوب بيرنولي عبارة (النقل الحديث قبل العشوائية)، التي تُرجمت إلى (فن الحدس أو العشوائية). استخدم هذه العبارة لاديسلاوس بورتكيويسز الذي كتب سنة 1917 كلمة العشوائية مع إدراك معنى الاحتمالية. ظهر مصطلح العملية التصادفية أولًا في ورقة تعود إلى جوزيف دوب سنة 1934، واستخدم الألماني ألكسندر كينجن مصطلح العملية التصادفية، رغم أن المصطلح الألماني قد استخدمه سابقًا أندري كولموغوروف سنة 1931.
وفقًا لقاموس أوكسفورد، ظهرت كلمة (عشوائي) الإنكليزية بمعناها المرتبط بالفرصة أو الحظ في القرن الـ16، أما قبل ذلك فقد استُخدمت الكلمة للتعبير عن التهور أو السرعة الكبيرة أو القوة أو العنف، وتأتي الكلمة من كلمة فرنسية متوسطة بمعنى سرعة أو تسرع، ومن المحتمل أنها مُشتقة من الفعل الفرنسي (يجري) أو (يعدو سريعًا).

### علم المصطلحات
يتنوع تعريف العملية التصادفية، لكنها تُعرف تقليديًا بوصفها مجموعة من تغيرات عشوائية تشير إليها بعض المجموعات. يُعَد مصطلحا العملية الاحتمالية والعملية التصادفية مترادفين ويُستخدما بالتبادل، دون تحديد وضع المؤشر بدقة. قد يُستخدم مصطلح (المجموعة) أو (العائلة) بدلاً من (وضع المؤشر)، وتُستخدم أحيانًا مصطلحات (عامل متغير القيمة) أو (مجال العامل المتغير).
يُستخدم مصطلح العمل العشوائي أيضًا للإشارة إلى العملية التصادفية أو الاحتمالية، رغم أنه يستخدم أحيانًا فقط عندما تأخذ العملية التصادفية قيمًا حقيقية. يُستخدم هذا المصطلح أيضًا حين يكون وضع المؤشر مجالات رياضية سوى الخط الحقيقي، أما مصطلحات العملية التصادفية والعملية الاحتمالية فتُستخدم عادةً عند تفسير وضع المؤشر بوصفه نقاطًا زمنية، وقد تُستخدم مصطلحات أخرى كما هو الحال في المجال العشوائي، عندما يكون وضع المؤشر مجالًا ذا أبعاد إقليدية أو متعددة.

## أمثلة

### عملية برنولي
عملية برنولي من العمليات العشوائية البسيطة، وهي تسلسل لتوزيع مستقل ومتطابق لتغيرات عشوائية، إذ يأخذ التغير العشوائي القيمة (1) أو (0)، ولتكن (1) مع الاحتمالية p و(0) مع الاحتمالية 1- p. يمكن ربط هذه العملية برمي عملة معدنية عدة مرات، حيث إن احتمالية الحصول على الصورة هي p وقيمته (1)، وللكتابة هي (0). أي إن عملية برنولي تسلسل لتوزيع مستقل ومتطابق لتغيرات عشوائية، حيث إن كل رمية للعملة المعدنية هي مثال لتجربة برنولي.

### الاختبار التجريبي
الاختبارات التجريبية هي عملية عشوائية تعرف عادةً بأنها مجموع المتغيرات العشوائية أو القوى الموجهة العشوائية في المجال الإقليدي، إذ إنها عمليات تتغير في وقت منفصل. لكن البعض يستخدم المصطلح للإشارة إلى العمليات التي تتغير في وقت مستمر، خاصةً عملية واينر المُستخدمة في التمويل، والتي أدت إلى بعض الارتباك، ما أدى إلى انتقادها. للاختبارات التجريبية أنواع متعددة أخرى، التي قد تكون -وفقًا لحالاتها المجالية- أهدافًا رياضية أخرى، مثل الشبكات والمجموعات، وقد دُرست عمومًا باستفاضة ولها العديد من الاستعمالات.
يُعرف المثال الكلاسيكي للاختبار التجريبي بالاختبار التجريبي البسيط، وهو عملية عشوائية في الوقت المنفصل مع الأعداد الصحيحة كما في حالة المجال، وبُنيت عمومًا على أساس عملية برنولي، إذ يأخذ كل متغير لبرنولي إما قيمة (+1) أو (-1). أي إن الاختبار التجريبي البسيط يأخذ مجالاً على الأعداد الصحيحة، وترتفع قيمته بمقدار (1) مع الاحتمالية (p)، أو تنخفض بمقدار (1) مع الاحتمالية (1- p)، إذن فإن وضع المؤشر لهذا الاختبار التجريبي هو الأعداد الطبيعية، أما مجاله فهو الأعداد الصحيحة.